# Infinite Love
『Infinite Love』是2006年7月26日ランティス發售的KISHOW和e-ZUKA的搖滾團體-GRANRODEO的單曲。

## 解説
- 是千葉電視台『戀愛天使安琪莉可』的片頭主題曲。
- 這首Infinite Love的主唱-谷山紀章因為這首曲子在第1回聲優歌唱獎（2007年）被提名過。

## 收錄曲
1. Infinite Love
  - 作詞：谷山紀章／作曲・編曲：飯塚昌明
2. 紫炎
  - 作詞：谷山紀章／作曲・編曲：飯塚昌明
3. Infinite Love (off vocal)
4. 紫炎 (off vocal)

## 外部連結
- GRANRODEO[永久]